# Granuddens skvaltkvarn
Granuddens kvarn är en skvaltkvarn i Jokkmokks kommun.
Granuddens by anlades 1823 och ligger på sydsidan av sjön Skalka, men byns kvarn för malning av korn låg i en bäck vid Kvarntjärn på norrsidan av sjön. Kvarnen byggdes vid mitten av 1800-talet och användes fram till slutet av 1930-talet. Kvarnen nämns första gången 1844 i en beskrivning av Isak Isakssons ägor och brukningsmark. Isak Isaksson bodde i det 1794 upptagna nybygget Björkholmen vid östra stranden av Skalka, omkring 10 kilometer över sjön från kvarnen, och delade denna med sina grannar. 
Kvarnen drivs med vatten som tas in via en träränna från en damm anlagd i Kvarntjärn. Den användes i första hand på hösten, fram till isläggningen. Av en bevarad så kallad förmalningsbok framgår att kvarnen också användes av nybyggare i Tjåmotis och Nautijaur. Den kunde mala upp till tolv kilo mjöl i timmen.
Kvarnen har restaurerats 1981 och 2006. Den förvaltas av Statens fastighetsverk.